# Fájitah bint Abi Tálib
Fájitah bint Abi Tálib o Fátimah bint Abi Tálib, era la hija de Abu Tálib ibn Abd al-Muttálib, y de Fátimah bint Ásad, prima del profeta islámico Mahoma. Falleció en el año 662. De acuerdo con la tradición que favorece el matrimonio entre primos, Mahoma la pidió como esposa a Abu Tálib, pero el matrimonio no se llevó a cabo; Abu Tálib prefirió casar a Fájitah con Hubairah ibn Abi Wahab.
También se le dio el título de Umm Hani (Madre de Hani), probablemente porque tuvo un hijo llamado Hani.